# Ofensiva norvietnamita de primavera
La ofensiva de primavera fue un ataque masivo de las fuerzas regulares de Vietnam del Norte y del Vietcong, desencadenado desde el 4 de marzo al 29 de abril de 1975, que liquidó al régimen pro-occidental de Vietnam del Sur, dando pie a su ocupación militar y la posterior reunificación con el norte vietnamita.

## Hanói se prepara

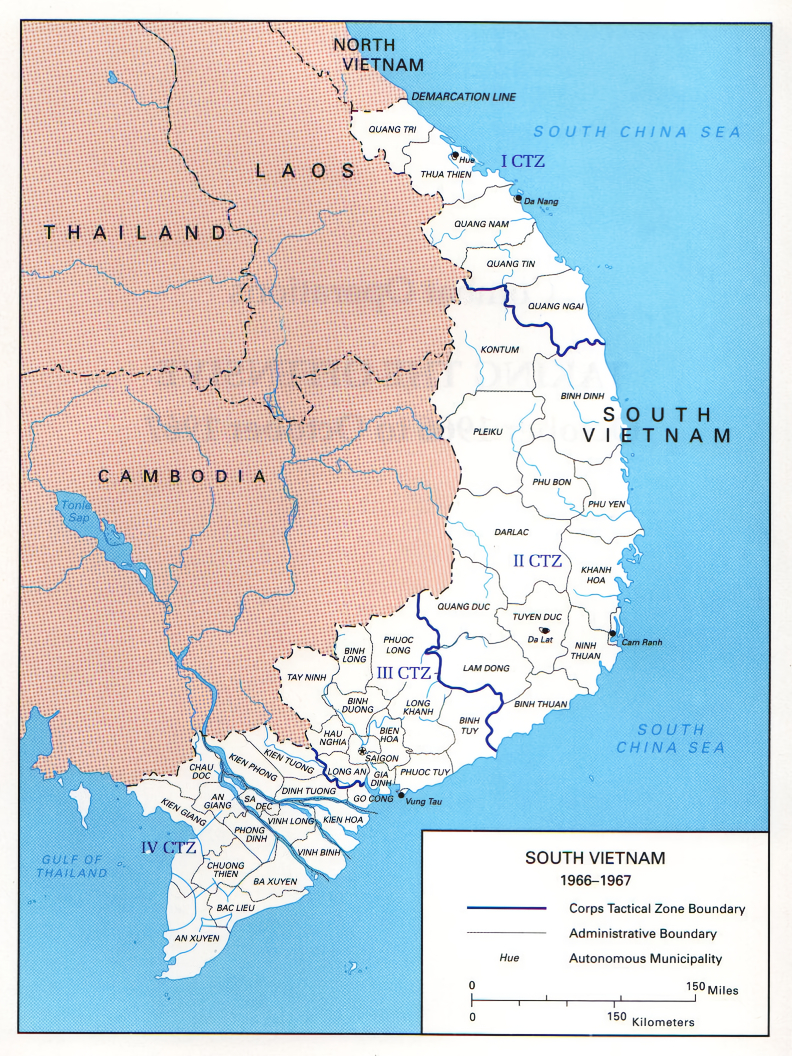
La República de Vietnam del Sur, Zonas Tácticas de los Cuerpos.

Pese a que la victoria no se veía a corto plazo, había indicios de que lo logrado en la Ofensiva de Pascua y afianzado con los Acuerdos de paz de París, constituía una base sólida para el ataque final:
- A finales de 1974 Hanói había duplicado sus combatientes de 150. 000 a 300 000.
- Fuerzas armadas regionales ligadas a sólidas organizaciones de masas se habían reforzado en campos y ciudades como base del Vietcong lista a unirse a las fuerzas regulares.[3]
- Había construido una red de carreteras primarias y secundarias desde la provincia de Quang Tri hasta el Mekong (todo en Vietnam del Sur) para transportar unidades móviles pesadas y tropas de apoyo.[3]
- El aeropuerto de Khe Sanh estaba nuevamente operativo y en su poder.
- El oleoducto hasta Loc Ninh quedó abierto para mandar combustible hacia el Sur.
- La Ruta Ho Chi Minh, libre ya de bombardeos, era transitada por todo tipo de vehículos, grandes, pequeños, livianos y pesados.

A principio de 1974 se atacan las zonas de Quang Nam y Quang Ngai; en mayo se registran intensos combates en Ben Cat y el Ejército de Vietnam del Sur (ERVN) retoma Thuong Duc con mucha dificultad. Pero en la primavera de 1974 el Ejército nortvietnamita (EVN) había recuperado lo perdido en el delta del Mekong.

## Campaña de Tay Nguyen
En un principio los norvietnamitas trataban de conseguir una posición más fuerte, de ser posible cortando al país en dos, para el ataque final que tendría lugar en 1976.
Sin embargo, desde el Sur, el general norvietnamita Tran Van Tra pedía una gran acometida a unos 10 km de la capital. Él insistía en que se podía conseguir una victoria rápida. El plan consistía en partir de las Tierras Altas Centrales hasta la ciudad de Pleiku y cortar su conexión con Buon Me Thuot. En un principio se aplazó la petición, pero finalmente Hanói decidió comenzar la ofensiva con la Campaña 275, y el general Van Tien Dung fue enviado al Sur para preparar y comandar todas las actuaciones.
En la primera semana de marzo de 1975, en múltiples lugares de Vietnam del Sur se desencadenaron insurrecciones locales y ataques de pequeña y mediana escala, mientras se preparaban ataques en gran escala.
El 4 de marzo, el EVN en conjunto con pobladores de Tay Nguyen cortaron las carreteras 14 y 19 hacia las importantes bases de Pleiku y Kotum y las cercaron. El presidente de Vietnam del Sur, Thieu, ordenó a los blindados de Pleiku avanzar hacia la carretera 19 y movilizó una división de infantería de Buon Me Thuot para proteger a Pleiku. Entonces el EVN atacó el 10 de marzo a Buon Me Thuot y la ciudad cayó tres días después.
Como reconoció posteriormente el general Van Tien Dung, aquel fue un golpe de suerte con el que no contaban. Ante estas noticias el buró político dirigido por Le Duc Tho y el militar a las órdenes de Giap enviaron sendos cables aprobando la movilización solicitada por Dung. Este general comenta las discusiones que había habido por cual sería el campo de batalla elegido.
Entre tanto, la derrota en Buon Me Thuot hizo tomar al presidente Thieu dos más de tantas decisiones equivocadas, pero que en aquellos momentos resultaron extraordinariamente trágicas:
- Sacar a sus fuerzas de Pleiku y Kontum para concentrarlas en la ciudad que terminaba de caer, a la que consideraba de gran importancia económica y política.
- Abandonar la Zona Desmilitarizada, replegando todos los efectivos de la ciudad de Quang Tri hacia Hué y Da Nang.

La retirada se convirtió en una desbandada y además fue cortada cuando el ENV tomó las carreteras de Cheo Reo y una unidad del Vietcong voló el puente de Son Hao. La presión del ejército enemigo, el pánico de civiles que huyeron aterrados y la ineptitud del mando que no pudo realizar una retirada ordenada (una operación de las más difíciles que se le pueden pedir a un oficial) minaron por completo la cohesión y el espíritu de lucha de los soldados que, en lugar de defender las ciudades citadas, huyeron entre la multitud que bajaba despavorida. El 24 de marzo todas las tropas de Thieu habían abandonado Kontum y Pleiku y las tropas del ENV desplegaban ataques desde Tay Nguyen hacia Trung Bo y Khanh Duong, a la base de An Khe y al aeropuerto Go Quanh.

## Campaña de Hué - Da Nang
En un intento de evitar una derrota catastrófica el presidente del Sur en marzo decretó la movilización general para tratar de contener la ofensiva. Pero el esfuerzo resultó inútil, cuando los norvietnamitas atacaron la región de Tri Thien y Hué donde el Vietcong era fuerte políticamente y se habían presentado numerosas sublevaciones. Una vez cercada, la ciudad de Hué cayó el 26 de marzo; una insurrección triunfó en Quang Ngai, quedando completamente aislada la estratégica ciudad de Da Nang, que cayó el 30 de marzo, tras haberse desatado en su interior una insurrección. En las Tierras Altas Centrales también cundió el pánico y cayeron en poder del Norte dos días después.
Estallaron insurrecciones en el delta del Mekong y otros lugares y el ENV ocupaba ya 16 provincias del sur, se había apoderado de numerosas armas y equipos y avanzaba en diversas direcciones. Al gobierno de Saigón sólo le quedaba jugar la carta de luchar en las provincias del sur (las más ricas) a la espera del monzón que detendría o paralizaría todo. A su vez, el Vietcong asentaba sus bases y organizaba un Gobierno Revolucionario Provisional. Mientras tanto, los contactos con Estados Unidos para conseguir apoyo aéreo no cesaron; pero en esta ocasión sólo lograron buenas palabras de un país que quería olvidar cuanto antes aquella contienda y cuyos estrategas consideraron que a esas alturas la ofensiva de primavera ya era un «golpe mortal» sin remedio.

## La Campaña de Ho Chi Minh
Aquel desmoronamiento en la parte sur del país y las Tierras Altas Centrales cambió la percepción que tenían los dirigentes del norte sobre una victoria para el año siguiente. También lo cambió para Saigón, cuyo ejército levantó barricadas en todas las carreteras de acceso a la ciudad para tratar de mantenerla en su poder, a la vez que trató de entablar negociaciones con los comunistas. Estos exigieron la desaparición de Thieu de la escena política y el establecimiento de un gobierno provisional.
A finales de marzo, el Buró Político del Partido Comunista de Vietnam se reunió nuevamente y se decidió lanzar la ofensiva final que se conocería luego en el mundo como Operación Ho Chi Minh. Dung recordó el discurso lanzado tras la reunión:

Nuestra ofensiva estratégica general empezó en la campaña de Tay Nguyen. Ahora ha llegado una nueva oportunidad estratégica y las condiciones permiten un rápido final para nuestra resolución de liberar el Sur. Decidimos concentrar rápidamente nuestras fuerzas, armas y material para liberar Saigón antes de la estación de las lluvias.

El 18 de abril Estados Unidos inició la evacuación de todo su personal en Vietnam del Sur. El general Cao Van Vien ordenó a sus hombres defender las posiciones hasta el fin y poco después huyó. Las mismas dos cosas hizo el presidente Thieu. Su cargo fue ocupado el 21 de abril por el general Duong Van Minh (Gran Minh).
El 22 de abril, varios aviones A-37 capturados al enemigo volaron hasta Tan Son Nhut y, valiéndose de su apariencia, atacaron la torre de control y destruyeron numerosos cazas. El humo pudo verse desde Saigón con la consiguiente sensación de pánico.
Unidades enteras del Saigón se rendían al paso de los comunistas que avanzaban tomando una ciudad tras otra bajo el lema 

En el mejor momento, con la mayor rapidez, la mayor osadía y la mayor sorpresa, y seguros de la victoria.

### Rendición incondicional

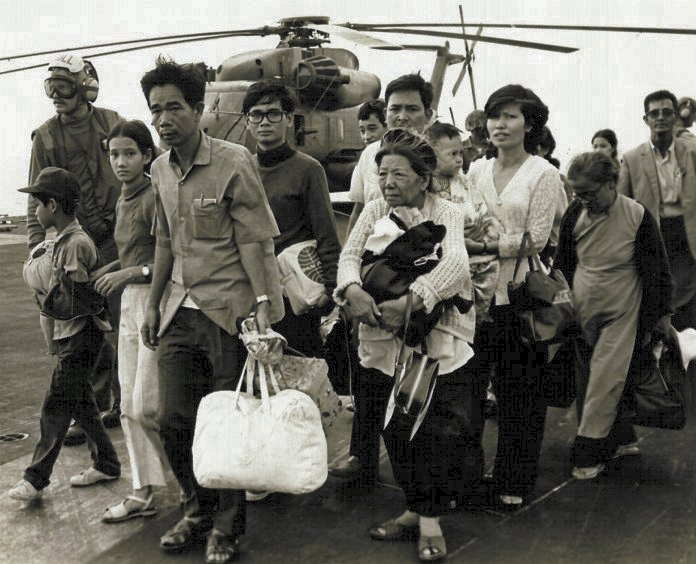
En 1975 a los refugiados ya no les quedaban sitios a donde ir. En la imagen, evacuados survietnamitas atravesando la cubierta de un navío estadounidense durante la operación "Frequent Wind" en abril de 1975, para su posterior transferencia hacia Filipinas o a la base de Camp Pendleton, California.

A las 00:00 del 28 de abril (la Hora H) Saigón fue atacada por todas las direcciones, excepto desde el mar. Por la Zona Desmilitarizada penetraron más unidades, lo mismo que desde Laos y desde el sureste de Camboya.
En un bosque de caucho próximo a Dau Giay aguardaba una unidad de ataque en profundidad formada por una brigada de tanques, un regimiento de infantería y algunas unidades más. Llevaban los vehículos camuflados con ramas, los brazos con cintas rojas para distinguirse y uniformes impecables para tomar la capital.
El general Cao Van Vien firmó la orden de resistir con la frase "defender hasta la muerte, hasta el final, la porción de la tierra que nos queda", poco después desertaba de su puesto y huía del país.
A las 15:00 del 29 de abril los transportes, los blindados y vehículos de combate de la unidad de ataque en profundidad salieron del bosque y llegaron a la capital aplastando toda resistencia que pudieron encontrar. Al día siguiente llegaron a Saigón mientras la gente trataba de huir por cualquier medios y con asombro ocuparon las calles de la capital avanzando hacia el cuartel general del Estado Mayor, el Palacio de la Independencia, el cuartel general de la Zona Capital Especial, el Directorio General de la Policía y el aeródromo de Tan Son Nhut con una enorme rapidez. Hasta los periodistas quedaron sorprendidos cuando recibieron la noticia de que habían penetrado en el palacio presidencial (los tanquistas vietnamitas tuvieron la cortesía de repetir el acto poco después para que lo pudiesen fotografiar). Era la Caída de Saigón.
Los comunistas subieron las escaleras del Palacio con sus banderas. Llegaron al despacho del presidente y entraron. Con cierta dignidad Minh dijo: 

Les hemos estado esperando para poder transferirles el gobierno.

 La respuesta fue: 

Usted no tiene nada que transferir. Puede rendirse incondicionalmente